# Calopteryx oberthuri
Calopteryx oberthuri е вид водно конче от семейство Calopterygidae.

## Разпространение
Видът е разпространен в Китай (Съчуан и Юннан).